# Nathan Fielder
Nathan Joseph Fielder (* 12. května 1983) je kanadský komik, herec a režisér. Je tvůrcem a režisérem pořadu Nathan for You (2013-2017) na kanálu Comedy Central a komediálního dokumentu Zkouška (The Rehearsal), který byl společností HBO uveden 15. července 2022. Proslavila ho i spolupráce s komikem Johnem Wilsonem. Jako herec se objevil v menších rolích například ve filmu The Disaster Artist: Úžasný propadák nebo v malých dabingových rolích animovaných seriálů. Je zakladatelem společnosti Summit Ice prodávající oblečení.

## Život
Nathan Fielder se narodil ve Vancouveru do židovské rodiny. Od dětství se věnoval kouzelnickým trikům. Na střední škole navštěvoval kroužek improvizace. V roce 2005 získal bakalářský titul na University of Victoria v oboru podnikání a marketing. Od roku 2007 se věnuje komedii a tvorbě televizních pořadů. Jeho manželkou byla do roku 2014 dětská knihovnice Sarah Ziolkowska, s kterou nemá žádné děti. V roce 2015 založil v rámci natáčení pořadu Nathan For You neziskovou společnost Summit Ice prodávající oblečení poté, co se dozvěděl, že bunda kterou s oblibou nosil během natáčení pořadu byla vyrobena společností spřízněnou s popíračem holokaustu. Zisky společnost odvádí v prospěch Vancouver Holocaust Education Centre.
V současnosti pobývá v Los Angeles v USA. Na své zelené kartě k pobytu má jako pohlaví uvedeno „F" tedy „žena".

## Nathan For You
Nathan For You je dokumentární komediální seriál vytvořený mezi lety 2014 a 2017, má 4 řady po 8 dílech.
Nathan Fielder zde využívá svého nabytého vzdělání „z jedné z top kanadských obchodních škol" kde získal „opravdu dobré známky" aby pomohl majitelům malých podnikům s růstem tržeb. Rady, které majitelům dává jsou až absurdní (například garantované doručení pizzy do 8 minut, prodej kontroverzní příchutě zmrzliny nebo prodej alkoholu nezletilým), nicméně většina majitelů se rozhodne je vyzkoušet. Fielder mluví monotónně a zachovává si naprosto seriózní výraz v obličeji ve všech situacích, což způsobuje účastníkům rozpaky a na někoho může působit až trapně. Fielder do pořadu zahrnuje i sebereflexi nad sebou samým a společností jako takovou.

### Dosah

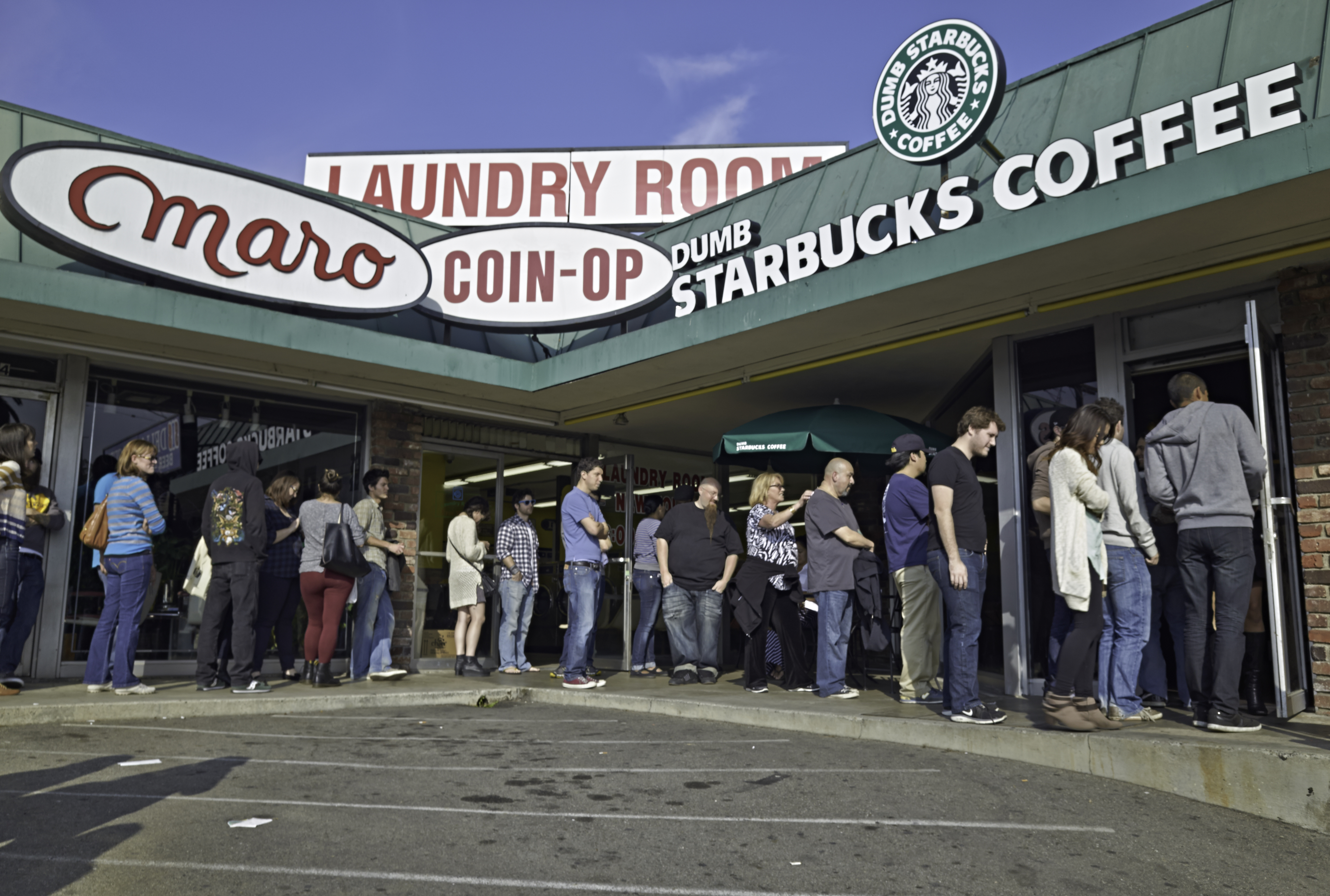
Fronta před Dumb Starbucks v Los Feliz, Kalifornie

Z některých Fieldrových počinů se stal (téměř omylem a překvapivě) hit. Například video, kde prasátko „zachraňuje" topící se kůzle, kterým chtěl pomoci jedné malé zoo přilákat turisty, má na YouTube více než 7 miliónů zhlédnutí a objevilo se i v některých státních médiích.
Velký dosah měl také nápad Dumb Starbucks. Ve snaze nalákat lidi do podniku v domnění, že se jedná o skutečnou pobočku Starbucks, otevřel identickou kopii těchto kaváren. Kvůli porušení autorských práv mělo vše před názvem „dumb" („hloupý") aby to mohl prezentovat jako parodii a podnik byl vlastně „galerií", prodávaná káva pak „uměním". Druhý den po otevření se před kavárnou tvořili fronty a Dumb Starbucks si získalo ohromnou pozornost, objevily se i dohady, zda by se nemohlo jednat o dílo Banksyho. Podnik byl nakonec uzavřen úřadem pro veřejné zdraví, protože neměl potřebná povolení.

## Zkouška (The Rehearsal)
Zkouška (anglicky The Rehearsal) je dokumentární komediální seriál z roku 2022, má 6 dílů, byl uveden společností HBO.
Fielder se snaží zbavit nejistoty ze života tím, že se pokouší všechno do detailu vyzkoušet nanečisto a tuto možnost pak nabídne i dalším lidem. Pro tyto účely postaví několik do detailu přesných replik, např. baru, ve kterém se chce jeden z účastníků svěřit své kamarádce s tajemstvím. Fielder najímá herce, aby simulovali všechny možné situace, které mohou nastat a účastníka tak dokonale na obávanou událost připravit.
Nejzásadnější „zkouškou" seriálu je simulované rodičovství, které nabídne bezdětné Angele. Postupně nahrazuje dětské herce staršími a mění roční období, aby napodobil zrychlené plynutí času. Nakonec si sám vyzkouší roli otce a začne pochybovat o smyslu svého jednání. Seriál postupně nabývá na absurditě a dostává se mimo rovinu komedie.